# إرنست غيتس
إرنست غيتس (بالإنجليزية: Ernest Gates)‏ هو سياسي بريطاني (وحمل سابقاً جنسية المملكة المتحدة لبريطانيا العظمى وأيرلندا)، ولد في 29 مايو 1903، وتوفي في 12 أكتوبر 1984. حزبياً، نشط في حزب المحافظين. في الانتخابات الفرعية في مجلس العموم البريطاني ‏، انتخب عضو برلمان المملكة المتحدة الـ37 عن دائرة Middleton and Prestwich (UK Parliament constituency) ‏ (22 مايو 1940 – 15 يونيو 1945) وفي الانتخابات العامة في المملكة المتحدة 1945 ‏، انتخب عضو برلمان المملكة المتحدة الـ38 عن دائرة Middleton and Prestwich (UK Parliament constituency) ‏ (5 يوليو 1945 – 3 فبراير 1950) وفي الانتخابات العامة في المملكة المتحدة 1950 ‏، انتخب عضو برلمان المملكة المتحدة الـ39 عن دائرة Middleton and Prestwich (UK Parliament constituency) ‏ (23 فبراير 1950 – 5 أكتوبر 1951).